# رسم رفاقت
رسم رفاقت یک فیلم تلویزیونی (تله فیلم) به کارگردانی رهبر قنبری است که در سال ۱۳۹۳ و در ژانر کودک و نوجوان ساخته شده است. داستان این فیلم درباره‌ی فرید و پویا، دو نوجوان تکواندو کار است که دوستی خوبی با یکدیگر دارند، اما توجه ویژه پدر پویا به سعید ماجراهای دیگری را برای این دو دوست رقم می‌زند. تصویربرداری این فیلم در تهران و کرج انجام شده و سالن مسابقات تکواندو، عمده‌ی لوکیشن‌های آن را تشکیل می‌دهد.